# Grantham (Nuevo Hampshire)
Grantham es un pueblo ubicado en el condado de Sullivan en el estado estadounidense de Nuevo Hampshire. En el Censo de 2010 tenía una población de 2.985 habitantes y una densidad poblacional de 41,08 personas por km².

## Geografía
Grantham se encuentra ubicado en las coordenadas 43°31′00″N 72°8′57″O / 43.51667, -72.14917. Según la Oficina del Censo de los Estados Unidos, Grantham tiene una superficie total de 72.66 km², de la cual 70.37 km² corresponden a tierra firme y (3.15%) 2.29 km² es agua.

## Demografía
Según el censo de 2010, había 2.985 personas residiendo en Grantham. La densidad de población era de 41,08 hab./km². De los 2.985 habitantes, Grantham estaba compuesto por el 97.09% blancos, el 0.44% eran afroamericanos, el 0.03% eran amerindios, el 0.97% eran asiáticos, el 0% eran isleños del Pacífico, el 0.6% eran de otras razas y el 0.87% pertenecían a dos o más razas. Del total de la población el 1.78% eran hispanos o latinos de cualquier raza.